# Coirpre mac Néill

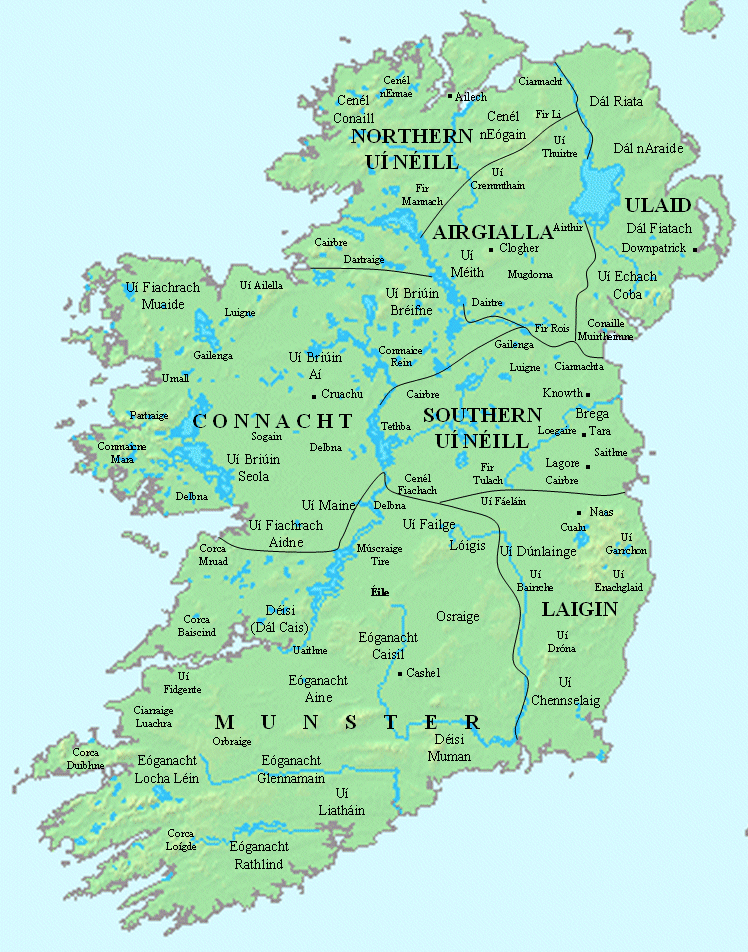
Reinos y pueblos tempranos de Irlanda; los tres reinos etiquetaron Cairbre quizás puede representar los restos de Coirpre conquistas en el midlands

Coirpre mac Néill (c. 485-493), también Cairbre o Cairpre, fue hijo de Niall de los nueve rehenes. Coirpre fue quizás el líder de las conquistas que establecieron a los Uí Néill en las tierras llanas de Irlanda. El registro de los anales irlandeses sugiere que los éxitos de Coirpre fueron atribuidos a Muirchertach Macc Ercae. Coirpre es descrito como enemigo de Patricio en la obra del Obispo Tírechán y se dice que sus descendientes fueron maldecidos por Patricio de modo que ninguno sería Rey Supremo. Coirpre es excluido de listas posteriores de Reyes Supremos, pero aparece en las antiguas.
En tiempos más tardíos, los descendientes de Coirpre, los Cenél Coirpri, gobernaron tres reinos pequeños— Cairbre Drom Cliabh al norte de Sligo, una área del actual Condado de Longford y en la cabecera del Río Boyne—que pueden ser los restos de un reino mucho mayor que se extendía unos 160 kilómetros entre la Bahía de Donegal y el Boyne.

## Hijos de Conn, nietos de Niall
Los Uí Néill—los nietos, o descendientes, de Niall de los Nueve Rehenes—dominaron la mitad del norte de Irlanda del siglo VII, y quizás más temprano. Los numerosos reinos Uí Néill, sus aliados, clientes y súbditos, comprendían la mayoría de la provincia de Úlster, todo Connacht, y una gran parte de Leinster. Elaboradas genealogías mostraron el descenso de varios de los Uí Néill, mientras aliados y clientes favorecidos decían descender de hermanos o parientes de Niall. Junto con la dinastía dominante al sur, los Eóganachta de Munster, todo eran miembros de los Connachta, descendientes de Conn de las Cien Batallas. Aun así, ya que Uí Néill significa nietos de Niall, los Uí Néill no pueden haber existido antes de la época de los nietos de Niall nietos, hacia mediados del siglo VI.
Genealogistas medievales atribuyeron a Niall numerosos hijos, algunos de muy dudosos historicidad. Maine, antepasado de los Cenél Maini es generalmente considerado una adición posterior. Las fechas indicadas para Lóegaire mac Néill, "Gran emperador pagano de los irlandeses" y adversario de Patricio en las crónicas de Muirchiu y Tirechán del siglo VII, es improbable que fuera hijo de Niall. Diarmait mac Cerbaill, antepasado de los Síl nÁedo Sláine y Clann Cholmáin, las ramas principales de los Uí Néill del sur, es presentado en las genealogías como el nieto del hijo de Niall Conall Cremthainne, pero es dudoso. En cuanto a Coirpre,  se le menciona como hijo de Niall en una de las fuentes supervivientes más tempranas, la vida de San Patricio de Tirechán.

## Conquistas
Las tradiciones irlandesas medievales afirmaban que las tierras de los Uí Néill fueron conquistadas por Niall de los Nueve Rehenes y sus hijos, junto con sus aliados. Coirpre pudo haber dirigido algunos de las primeros ataques registrados en las tierras llanas.  Los anales parecen mostrar que varias victorias, por Coirpre y otros, o por personas desconocidas, fueron más tarde atribuidas a Macc Ercae, o a Muirchertach mac Muiredaig, que puede ser la misma persona.
Del noroeste al sureste, hubo dos reinos que fueron nombrados por Coirpre mac Néill. Estos eran Cenél Coirpi Dromma Clíab, del norte de Sligo a la Bahía de Donegal, y Cenél Coirpri Mór, la mitad norte de Tethbae alrededor de Granard en el Condado de Longford. Esta alineación de territorios puede sugerir que el reino de Coirpre y sus satélites se extendían una a lo largo de más de 160 kilómetros a través de Irlanda. Un tercer Cenél Coirpri, región alrededor de Carbury y la cabecera del Río Boyne en el noroeste de Kildare, es de origen posterior.
En 485, se acredita a Coirpre con una victoria en Grainert, quizás el moderno Granard, donde se construyó en tiempos posteriores la iglesia principal de Cenél Coirpri Mór de Tethbae. En la adición, que indica que la batalla fue vencida por "Mac Ercae como algunos dicen," el anal añade que Fincath mac Garrchu de Dál Messin Corb, quizás rey de Leinster, murió allí. Una segunda batalla en Grainert es recordada en año 495, repetida en 497, y aquí se dice que Fincath hijo Fráech mató al hijo de Coirpre, Eochu.
En 494, duplicado en 496, los anales registran una victoria por Coirpre sobre Leinster en Tailtiu, un importante lugar de asamblea en épocas posteriores, óenach Tailten. Dos victorias posteriores están informadas, una en 497 en Slemain de Mide, probablemente cerca de Mullingar, Condado Westmeath, y otra 499, en Cend Ailbe, quizás en algún lugar del Condado de Carlow.
Los Cenél Coirpre se asocian tanto con Tailtiu como con Granard en las escrituras más tempranas, pero no  hay nada en los anales que explique la vinculación con Carbury. Mientras no podemos confiar plenamente en los anales en una fecha temprana, el núcleo de su relato, la guerra entre Coirpre y sus hijos y Fincath y sus hijos, así como la asociación con Tailtiu y Granard, aunque tradición, probablemente pueden ser hechos ciertos. Byrne, aun así, levanta una nota de precaución: " es cierto, aun así, que los nombres de Coirpre, Fiachu, Maine y Lóegaire continuaron siendo utilizados en siglos posteriores simplemente para indicar los reinos o dinastías descendientes de aquellos hijos de Niall, igual que encontramos los nombres de Benjamin, Dan o Juda utilizados en la Biblia ...".

## Reescribiendo historia
Escritos posteriores de dudosa fiabilidad afirman que Coirpre era hijo de Rígnach ingen Meadaib. Su hijo Eochu aparece en los anales, pero no en otras colecciones genealógicas más amplias. Otro hijo, Cormac, se dice que fue el padre de Túathal Máelgarb, Cormac Cáech, pese a que el relato de Tiréchan sobre la maldición de Patrick puede indicar que es una adición posterior. Un tercer hijo, Cal, es una adición espuria tardía.
Aparte de Coirpre y su nieto putativo Túathal Máelgarb, ningún rey de Cenél Coirpri está incluido en listas posteriores de Reyes Supremos de Irlanda. Reyes de Cenél Coirpri se mencionan en los Anales de Ulster y otros anales irlandeses con cierta frecuencia, a pesar de que normalmente sólo para informar de sus muertes.
En tiempos históricos anteriores, Cenél Coirpri pueden haber sido de importancia suficiente como para atraer la atención de escritores hostiles. Tirechán escribe que Coirpre fue maldecido por el santo, en Tailtiu, de modo que ninguno de sus descendientes sería Rey Supremo. La omisión obvia, una explicación para el gobierno de Túathal Máelgarb, fue corregida posteriormente. En Baile Chuind, Túathal no aparece con su nombre, sino como el kenning Óengarb. Túathal Máelgarb es pobremente retratado por los escritores posteriores que escriben sobre la vida de Diarmait mac Cerbaill. Los descendientes de Diarmait, Clann Cholmáin y el Síl nÁedo Sláine, probablemente reemplazaron a las estirpes de Coirpre y Fiachu como las familias dominantes. El propio Coirpre, excluido de listas sintéticas más tardías de reyes de Tara o Reyes Supremos de Irlanda, está incluido en el temprano Baile Chuind, entre Lóegaire y Lugaide.